# Martinsville (Virgínia)
Martinsville é uma cidade independente localizada no estado americano de Virgínia. A sua área é de 28,5 km², sua população é de 15 416 habitantes, e sua densidade populacional é de 543,1 hab/km² (segundo o censo americano de 2000). A cidade foi fundada em 1928. É a sede de condado de Condado de Henry, apesar de não fazer parte do condado.